# Nível de execução
Nível de execução (do inglês, runlevel) é um modo de operação nos sistemas operacionais de computadores que implementam a inicialização no estilo do Unix System V. Convencionalmente, existem sete níveis de execução, numerados de zero a seis, embora até dez, de zero a nove, poderem ser utilizados. Às vezes, S é usado como sinônimo de um dos níveis. Apenas um nível de execução é executado na inicialização e eles não são executados um após o outro, ou seja, o nível de execução 2, 3 ou 4 é executado, não mais deles sequencialmente ou em qualquer outra ordem.
Um nível de execução define o estado da máquina após a inicialização. Níveis de execução diferentes são geralmente atribuídos (não necessariamente em qualquer ordem específica) ao modo monousuário, modo multiusuário sem serviços de rede iniciados, modo multiusuário com serviços de rede iniciados, desligamento do sistema e estados de reinicialização do sistema. A definição exata dessas configurações varia entre sistemas operacionais e distribuições Linux. Por exemplo, o nível de execução 4 pode ser uma configuração de nenhum servidor GUI multiusuário em uma distribuição e nada em outra. Níveis de execução geralmente seguem os padrões gerais descritos neste artigo, entretanto, algumas distribuições empregam certas configurações específicas.
Na prática padrão, quando um computador entra no nível de execução zero, ele é interrompido e, quando entra no nível de execução seis, é reinicializado. Os runlevels intermediários (1-5) diferem em termos de quais unidades são montadas e quais serviços de rede são iniciados. Os níveis de execução padrão são normalmente 3, 4 ou 5. Os níveis de execução inferiores são úteis para reparos de manutenção ou de emergência, pois geralmente não oferecem serviços de rede. Os detalhes específicos da configuração do nível de execução diferem amplamente entre os sistemas operacionais e também entre os administradores do sistema.
Em várias distribuições Linux, o tradicional script /etc/rc usado na Versão 7 do Unix foi primeiro substituído por níveis de execução e depois por estados do systemd na maioria das principais distribuições.

## Níveis de execução padrões
| ID | Nome             | Descrição                                                  |
| -- | ---------------- | ---------------------------------------------------------- |
| 0  | Desligamento     | Desliga o sistema.                                         |
| 1  | Modo monousuário | Não configura as interfaces de rede nem inicia os daemons. |
| 6  | Reinicialização  | Reinicia o sistema.                                        |

## Runlevels tipicos noLinux
A maioria das distribuições Linux utiliza como padrão os seguintes Runlevels:
| ID | Nome                           | Descrição                                                                                      |
| -- | ------------------------------ | ---------------------------------------------------------------------------------------------- |
| 1  | Uni-utilizador                 | Não inicia os daemons (serviços), multitarefa.                                                 |
| 2  | Multiutilizador                | Inicia o sistema em modo de texto, multitarefa, multiutilizador                                |
| 3  | Multiutilizador com Rede       | Inicia o sistema em modo de texto, multitarefa, multiutilizador e com suporte de rede          |
| 5  | Modo Gráfico (X Window System) | Runlevel 3 + X Window System. Modo gráfico, multitarefa, multiutilizador e com suporte de rede |